# Bridget Marquardt
Bridget Christina Marquardt, nata Bridget Christina Sandmeier (Tillamook, 25 settembre 1973), è una modella e personaggio televisivo statunitense.

## Biografia
Dal luglio 2005 è una delle protagoniste di The Girls Next Door, un programma simil-reality incentrato sulla vita di Hefner e delle sue tre fidanzate alla Playboy Mansion e agli eventi organizzati dalla rivista. In questa veste è comparsa diverse volte con le due colleghe sulle pagine di Playboy. Vive alla mansion insieme alla sua gatta Gizmo e al pechinese Wednesday.
Bridget studia giornalismo televisivo, e da tempo conduce un programma radiofonico di successo.